# Les Forges d'Abel
Las Forjas de Abel es una pequeña población que forma parte de los municipios franceses de Borce y Urdos. Situada en el valle de Aspe, a la entrada francesa al túnel ferroviario de Somport, alberga la estación internacional de Les Forges d'Abel, la primera parada del tren de la línea Canfranc-Pau saliendo del túnel en Francia.

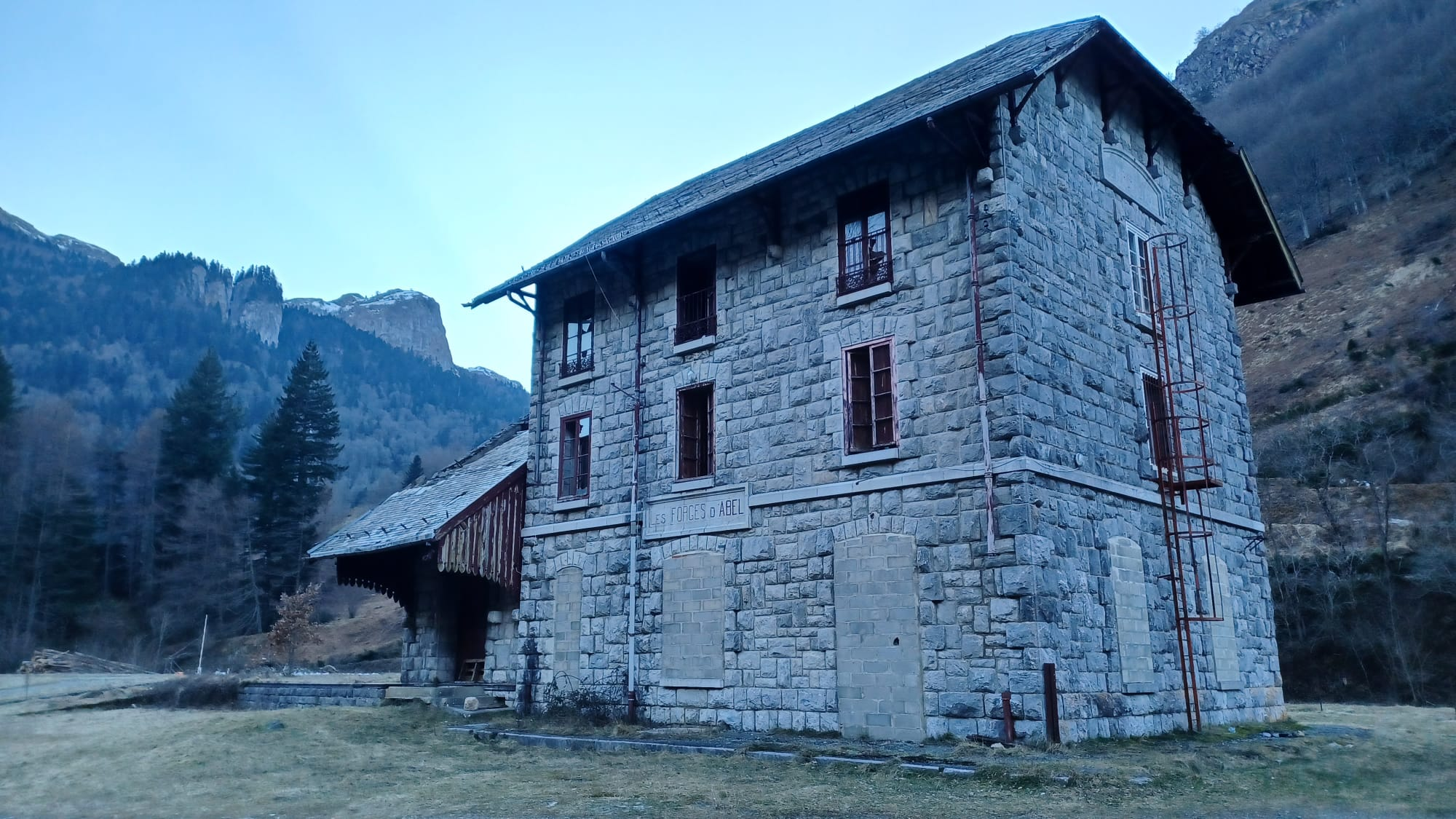
Estación abandonada del ferrocarril en Les Forges d'Abel, vista desde el este

Actualmente alberga la de vía de servicio de los túneles de Somport y una planta hidroeléctrica operada por EDF.

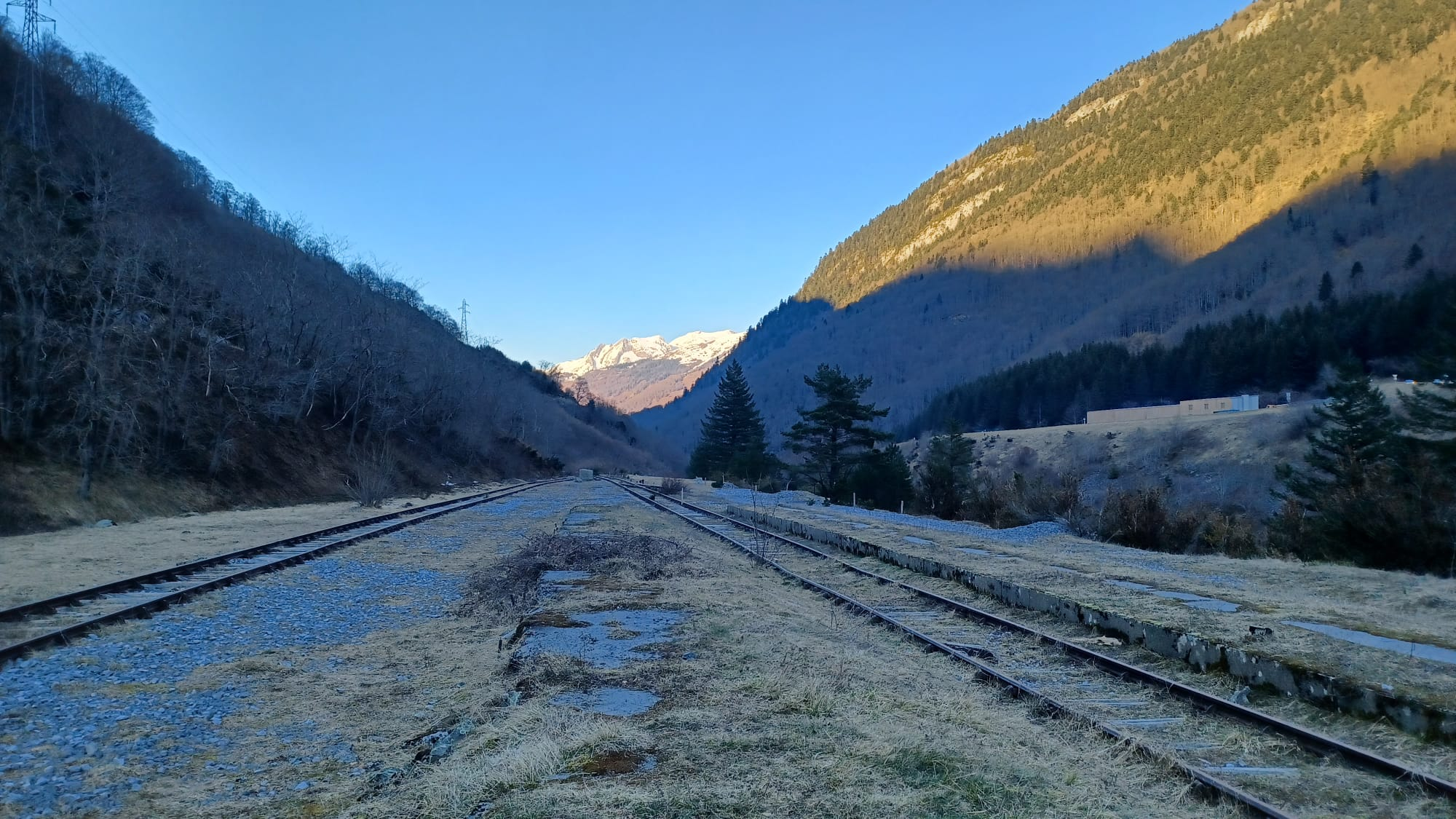
Playa de vías en Les Forges d'Abel hacia el norte

"Las Forjas de Abel" era originalmente una pequeña fragua de acero que fue modernizada y operada por Frédéric d'Abel (1780-1855), un fabricante de hierro procedente de Stuttgart (Alemania) entre 1828 y la década de 1850.

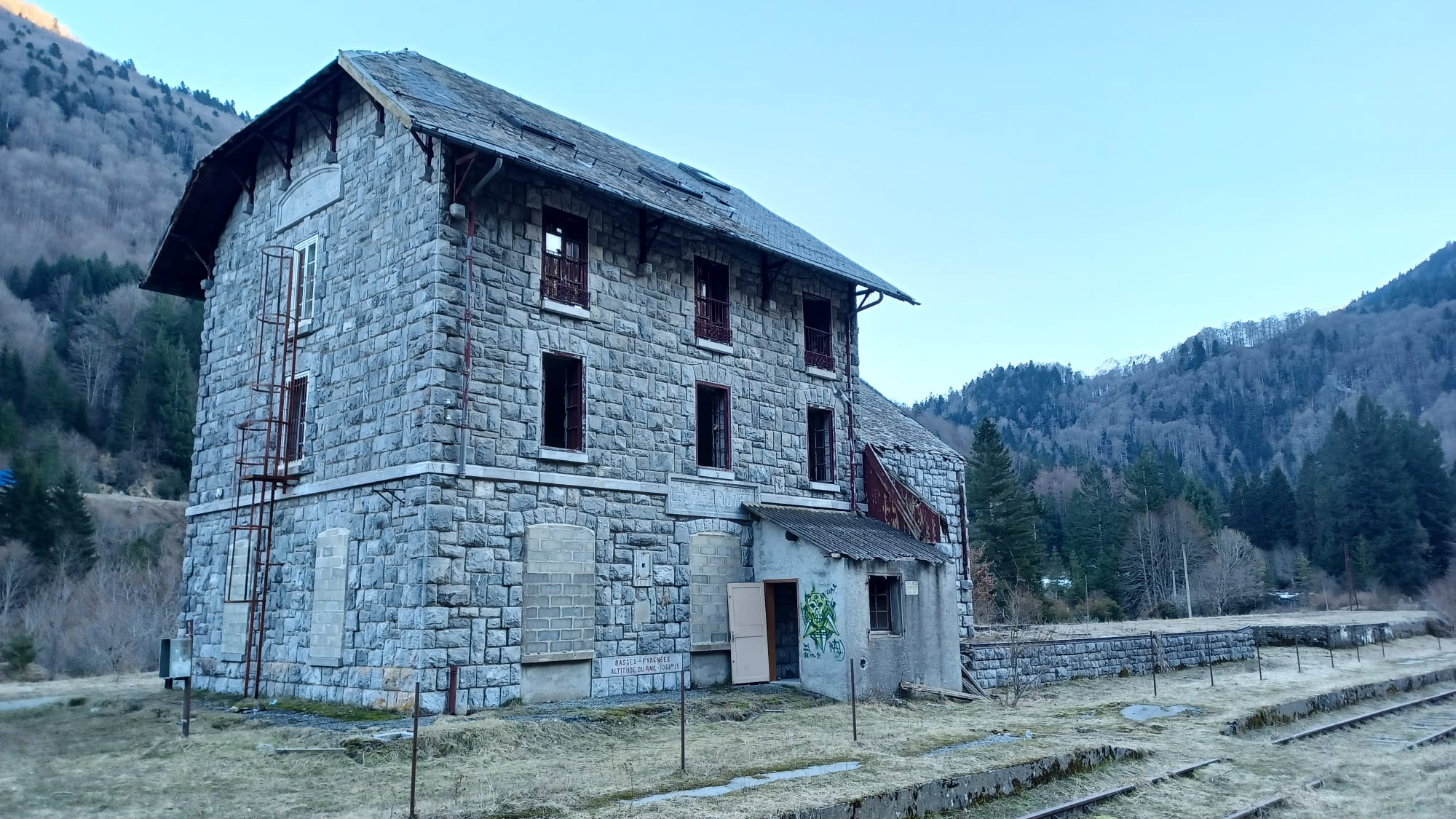
Estación abandonada del ferrocarril en Les Forges d'Abel, desde el oeste

Un camino conduce hacia el oeste a la planta hidroeléctrica de Estanés (Estaëns en francés), punto de partida para excursiones de montaña.

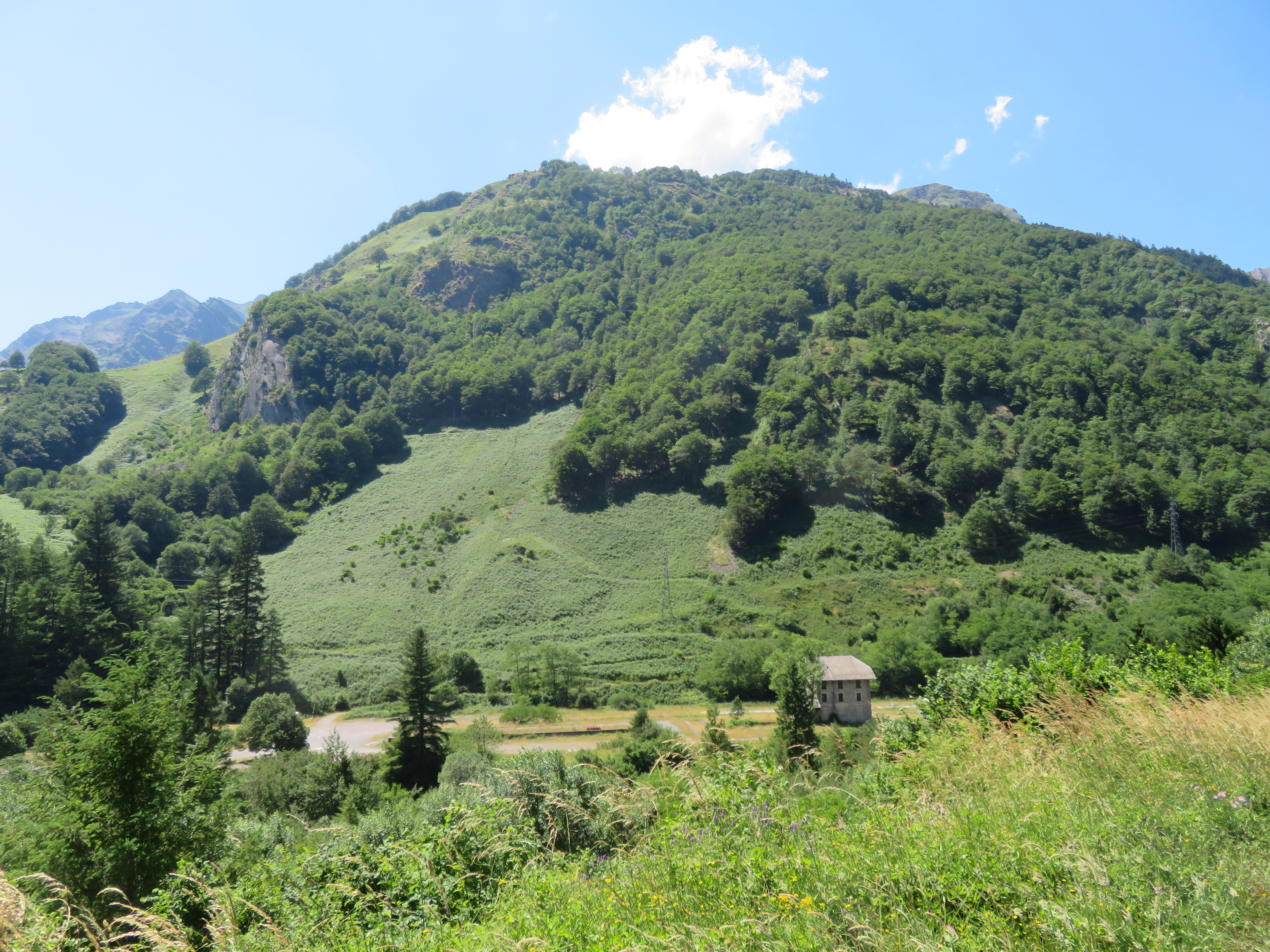
Les Forges d'Abel, Valle de Aspe

En la actualidad (2024) la única casa habitada permanentemente se trata de la Borda Barennes, una fromagerie con un centenar de ovejas que vende queso artesanal del valle de Aspe.
- Wikimedia Commons alberga una categoría multimedia sobre Les Forges d'Abel.

- Datos: Q2379943
- Multimedia: Forges d'Abel / Q2379943